# Пегеро, Жан-Филипп
Жан-Филипп Пегеро (фр. Jean-Philippe Peguero; род. 29 сентября 1981, Пор-де-Пе) — гаитянский футболист, нападающий.

## Карьера
Жан-Филипп Пегеро начал свою карьеру на родине, в клубе «Дон Боско» в 2002 году. В марте 2004 года он уехал в США, где присоединился к клубу «Колорадо Рэпидз», в свой первый сезон в «Колорадо» Пегеро в 18-ти играх забил 7 мячей и 4 раза ассистировал партнёрам, а по окончании второго сезона, в котором Пегеро вновь забил 7 мячей и сделал 6 голевых передач, в апреле 2006 года он был обменян в клуб «Нью-Йорк Ред Буллз» на Тьяго Мартинса.
В июле 2006 года Пегеро перешёл в датский клуб «Брондбю», 5 августа гаитянец дебютировал в составе команды в игре с клубом «Хорсенс», дебют вышел чрезвычайно удачным: «Брондбю» выиграл 3:0, а Пегеро забил третий мяч своей команды. Через 15 дней после своего дебютного матча, в игре с клубом «Виборг», Пегеро получил очень тяжелую травму — разрыв крестообразных связок, несмотря на прогнозы врачей, которые утверждали, что восстановление продлиться 7-8 месяцев, Пегеро больше на поле за «Брондбю» не вышел ни разу. 15 апреля 2008 года Пегеро попробовал вернуться в футбол в клубе «Сан-Хосе Эртквейкс», куда он был отдан в аренду, но постоянные боли в колене не позволяли ему играть. 14 ноября 2008 года Пегеро объявил о завершении спортивной карьеры.
После двухлетнего отсутствия на поле Пегеро решил возобновить карьеру футболиста и в 2011 году подписал контракт с американским клубом «Форт-Лодердейл Страйкерс» из Североамериканской футбольной лиги. Одновременно футболист решил вернуться и в сборную Гаити, с которой принял участие в розыгрыше Карибского кубка 2012 года, забив 5 голов в квалификации и ещё 2 в финальном турнире и заняв с командой 3-е место.
В 2012 году Пегеро принял решение вернуться на Гаити в свой первый клуб «Дон Боско».
В марте 2015 года Пегеро подписал контракт с клубом «Мока» из Доминиканской Республики.